# Lyellland
Lyellland is een schiereiland in Nationaal park Noordoost-Groenland in het oosten van Groenland. Het is een van de schiereilanden in het fjordensysteem van het Koning Oscarfjord.
Het schiereiland is vernoemd naar de geoloog Charles Lyell.

## Geografie
Het schiereiland wordt in het noordwesten begrensd door de Wahlenberggletsjer en Rhedinfjord, in het noorden door het Kempefjord, in het noordoosten door de Narhvalsund, in het oosten door het Koning Oscarfjord en in het zuiden door het Segelsällskapetfjord en Forsbladfjord.
Aan de overzijde van het water ligt in het westen Gletscherland, in het noorden Suessland, in het noordoosten Ella Ø, in het oosten Traill Ø, in het zuidoosten Stauningalpen van Scoresbyland, in het zuiden Nathorstland en in het zuidwesten de Violingletsjer.
Op het schiereiland liggen verschillende relatief kleine gletsjers.